# Bursa californica
Bursa californica är en snäckart som först beskrevs av Hinds 1843.  Bursa californica ingår i släktet Bursa och familjen Bursidae.

## Underarter
Arten delas in i följande underarter:
- B. c. californica
- B. c. sonorana